# Álex Curi León
Álex Curi León (Lares, 14 de septiembre de 1975) es un administrador y político peruano. Fue alcalde del distrito de Ocobamba, consejero regional del Cusco y alcalde del distrito de Quelloúno. Actualmente ejerce como Alcalde de La Convención

## Biografía
Nació en el distrito de Lares, provincia de Calca, departamento del Cusco, el 14 de agosto de 1975, hijo de Florentino Alfonso Curi Muñoz y Jacinta Pilar León de Curi. Cursó sus estudios primarios y secundarios en la ciudad del Cusco y cursó estudios superiores de administración de empresas en la Universidad Nacional de San Antonio Abad del Cusco entre 1994 y 2002 así como la maestría de gestión pública y desarrollo empresarial en la misma universidad entre 2011 y 2013.
Tras la revocatoria de la alcaldesa del distrito de Ocobamba de la provincia de La Convención, Gladys Motalvo Paucar, Curi León se presentó como candidato de Acción Popular a las nuevas elecciones municipales celebradas el 29 de noviembre del 2009 siendo elegido con el 32.271% de los votos. En las elecciones municipales del 2010 fue reelegido por un periodo adicional. En las elecciones regionales del 2014 se presentó como candidato del Movimiento Regional Acuerdo Popular Unificado a consejero regional por la provincia de La Convención con el 34.220%. Durante su gestión, Curi León señaló la intención de que las autoridades y representantes de la provincia de La Convención se separe del departamento del Cusco y se convierta en un departamento autónomo. Tras su gestión se presentó en las elecciones municipales del 2018 como candidato de Restauración Nacional a la alcaldía del distrito de Quelloúno obteniendo la elección.